# Mádia (Argélia)
Mádia (em árabe: Mahdia; em árabe: المھد), anteriormente Burdeau, é uma comuna localizada na província de Tiaret, Argélia. Sua população estimada em 2008 era de 33 082 habitantes.
Fundada em 1905 por Auguste Burdeau, a cidade tinha o nome de Burdeau durante a era colonial francesa.